# محمدمهدی شریف کاشانی
محمدمهدی شریف کاشانی (۱۲۰۲–۱۳۰۱ خورشیدی) فرزند ملا محمدجعفر نراقی کاشانی و از نوادگان دختری ملااحمد نراقی پسر ملامهدی نراقی کاشانی بود. وی از فعالان جنبش مشروطه و از بنیانگذاران مدارس و انجمن‌های معارف بود. وی نویسنده کتاب واقعات اتفاقیه در روزگار است که یکی از جامع‌ترین کتب در ارتباط با تاریخ جنبش مشروطه است.

## زندگی
پس از طی دوران جوانی و تحصیل، به امامت جماعت مسجد اشتغال داشت تا در طی یک تحول روحی گوشه عزلت گزید و به سیر و سلوک عرفانی مشغول گشت، سپس برای دیدار برادرش به هند مسافرت کرد و از آنجا از طریق مصر به زیارت کعبه عزیمت کرد. مدتی در استانبول مقیم بود و پس از مراجعت به ایران به تأسیس مدارس و اصلاح معارف پرداخت.
در مطلبی نانوشته از مهدی بامداد، گفته شده‌است که شریف کاشانی به همراه پدرش ملا محمدجعفر نراقی بابی ازلی شده بود، به قبرس مسافرت و با صبح ازل دیدار کرد. کاشانی شرح این مسافرت را در کتاب خود، تاریخ جعفری، آورده‌است.
به نوشته رضا افشاری، کاشانی که بابی بود در سوی سنتی گفتمان مشروطه قرار داشت و پیوند عمیق احساسی با ارزش‌های شیعی و گرایش فکری شدیداً پیشامدرن داشت.

## فعالیت‌ها
شریف کاشانی پس از مراجعت به ایران به عضویت «انجمن معارف» درآمد در این انجمن همکاری نزدیکی با یحیی دولت‌آبادی، میرزا علی‌اکبر ناظم‌الاطباء و احتشام السلطنه داشت.
در دوران انقلاب مشروطه وی و پسرش عبدالباقی و دامادش قطب‌الدوله از فعالین جنبش بود و خود او از نزدیکان و محارم سید عبدالله بهبهانی بود و «انجمن خمسه» را پی‌ریزی کرد. «انجمن خمسه» در واقع همانی است که ملک‌زاده به عنوان «حوزه‌های پنج نفری» یاد می‌کند.
بعد از پیروزی انقلاب مشروطه و در سال ۱۲۸۹ خورشیدی به ریاست حوزه تحقیق کل اوقاف منسوب شد.

### انجمن باغ میکده
مهدی ملک‌زاده وی را رئیس انجمن باغ میکده می‌داند.
در میان اعضای این انجمن، افراد برجسته‌ای چون شیخ محمدمهدی شریف کاشانی، ملک المتکلمین، سید جمال واعظ، سید محمدرضا مساوات، سید اسدالله خرقانی، شیخ مهدی بحرالعلوم کرمانی، ابوالحسن میرزا قاجار - آقا میرزا محسن (برادر صدرالعلما) - سلیمان خان میکده - یحیی دولت‌آبادی - محمدعلی خان نصرت‌السلطان - جهانگیرخان صوراسرافیل، میرزا عباس علی خان شوکت، حامدالملک شیرازی، میرزا محمود شیرازی، حاج میرزا علی محمد دولت‌آبادی و … حضور داشتند.
برخی ار ایشان در میان منسوبان نسبی و سببی صبح ازل قرار داشتند و برخی نیز در گذشته، به قبرس رفته و با پیشوای شان دیدار کرده‌اند.